# テリー・ゴディ
テリー・ゴディ（Terry "Bam Bam" Gordy、本名：Terry Ray Gordy、1961年4月23日 - 2001年7月16日）は、アメリカ合衆国のプロレスラー。テネシー州チャタヌーガ出身。
日本では「人間魚雷」の異名を持つ。ジャンボ鶴田が苦手意識を持った数少ないトップレスラーの1人で、1990年代前半にはプロレス四天王の大きな壁として立ちふさがった。
甥のリチャード・スリンガー、息子のレイ・ゴディ、娘のミランダ・ゴディもプロレスラー。同じくプロレスラーのサイラスは遠縁にあたる（ミランダとサイラスがいとこ同士）。

## 来歴
生まれついての巨漢で、年齢をごまかし14歳でプロレス入りしたとされ、1975年にテリー・メッカ（Terry Mecca）のリングネームでデビュー。1977年、地元テネシーで出会った2歳年上のマイケル・ヘイズと出会って意気投合し、リングネームを本名のテリー・ゴディ（Terry Gordy）に変更、1978年末にヒールのタッグチーム「ファビュラス・フリーバーズ」を結成する。この名前は彼らが好きだったサザン・ロックのバンド、レーナード・スキナードの代表曲『フリー・バード』から取ったもので、入場曲も同曲である。これがアメリカのマット界で本格的に入場曲が使われるようになった契機ともされる。
以降、フリッツ・フォン・エリックが主宰していたテキサス州ダラスのWCCWを中心に、南部の各テリトリーで活躍。後にバディ・ロバーツを加えて3人組となり、ダラスの英雄フォン・エリック兄弟（ケビン、デビッド、ケリー）との抗争は凄まじい人気を得た。ヘイズとは1981年にジョージアのGCWで一時的に仲間割れし、ゴディはジミー・スヌーカを、ヘイズはテッド・デビアスやトミー・リッチを新パートナーに抗争を展開したこともある。シングルでは、1980年4月22日にルイジアナのMSWAでジャンクヤード・ドッグからミッドサウス・ルイジアナ・ヘビー級王座を奪取。1982年3月にはアラバマのSECWでジャック・ルージョー・ジュニアを破りNWAサウスイースタン・ヘビー級王座を獲得、ジョー・ルダックともタイトルを争った。主戦場のダラスでは1983年2月4日、リック・フレアーのNWA世界ヘビー級王座に挑戦。同年3月25日にはザ・グレート・カブキからテキサス・ブラスナックル王座を奪取した。
1983年8月、全日本プロレスに初来日。日本でのテリー・ファンク引退試合でのザ・ファンクスの対戦相手として、スタン・ハンセンのパートナーに起用された（テリー・ファンクは後に現役復帰）。翌年にはフリーバーズでの来日も実現し、ヘイズとのコンビでインターナショナル・タッグ王座にも2回挑戦したが、ゴディのみ全日本の常連となる。デビュー間もない頃に教えを受けたルー・テーズ直伝のパワーボムをフィニッシュ・ホールドとして用い、頭角を現す。ゴディのパワーボムは技を決めた後に、そのままフォールに持ち込むのが特徴で、多くの日本人レスラーが使用するようになった。なお、全日本プロレスに参戦する前年の1982年3月1日、アトランタのオムニ・コロシアムでジャイアント馬場のPWFヘビー級王座に挑戦しており、日本でもその試合が中継された。
1984年8月にはフリーバーズとしてWWFにも出場。シンディ・ローパーとのコラボレーションも実現したが、メンバー個々をシングルプレイヤーとして売り出そうとしたWWFに反発して短期間で離脱。その後、フリーバーズは古巣のWCCWを主戦場としつつ、バーン・ガニア主宰のAWAやビル・ワット主宰のUWFなどにも参戦。AWAではロード・ウォリアーズと抗争し、シングルでもリック・マーテルの保持していたAWA世界ヘビー級王座に挑戦。UWFでは1986年5月30日、トーナメントの決勝でジム・ドゥガンを破り、UWF世界ヘビー級王座の初代チャンピオンとなった。本拠地のWCCWでも、キラー・カーン、ブルーザー・ブロディ、ワンマン・ギャング、カマラ、ミッシング・リンクらとシングルマッチで抗争している。
オリジナル・フリーバーズ解散後は全日本プロレスを主戦場に、1988年7月29日にはハンセンと組んでジャンボ鶴田&谷津嘉章の五輪コンビから世界タッグ王座を奪取。同年の世界最強タッグ決定リーグ戦も制覇した。1990年3月からはUWFでの抗争相手だった "ドクター・デス" スティーブ・ウィリアムスをパートナーに、タッグチーム「殺人魚雷」を結成。世界最強タッグ決定リーグ戦を同年と1991年に二連覇する活躍を見せた。シングルでも、1990年6月5日に鶴田から三冠ヘビー級王座を奪取している。三冠王者になった外国人選手は、ゴディが初である。この時29歳だったが、20代の三冠王者はゴディと小橋建太、宮原健斗、青柳優馬、安齊勇馬の5人だけである（2024年現在）。すでに世界タッグ王者でもあったため、外国人レスラー初の五冠王ともなった。
1992年にはウィリアムスと共にWCWに参戦、スコット・スタイナー&リック・スタイナーのスタイナー・ブラザーズと抗争する。同年7月5日にはスタイナー兄弟を破りWCW世界タッグ王座を、1週間後の7月12日にはトーナメント決勝でバリー・ウインダム&ダスティン・ローデスを破り復活版NWA世界タッグ王座を獲得。二冠王となり両タッグ王座の統一を果たした。以降、リッキー・スティムボート&ニキタ・コロフ、アーン・アンダーソン&ボビー・イートンなどのチームと防衛戦を行い、9月21日にウインダム&ローデスに敗れるまで戴冠した。WCWは当時新日本プロレスと提携し、スタイナー兄弟も新日本に来日したが、ゴディとウィリアムスは全日本との関係を重視して新日本には参戦しなかった。
1993年も全日本のリングを主戦場に活動したが、心疾患のため同年夏より長期欠場を余儀なくされる。1994年7月、サマー・アクション・シリーズ中盤より全日本マットに復帰したものの全盛期の動きには程遠く、これが最後の全日本への来日となった。ハンセンの手記によると、素行不良のため全日本から解雇を宣告されたという（和田京平の著書『人生は3つ数えてちょうどいい』より）。
その後1995年、IWAジャパンに参戦。8月20日の川崎球場大会ではカクタス・ジャックと画鋲デスマッチを行った。同年はジム・コルネットが主宰していたスモーキー・マウンテン・レスリングにも出場し、師匠格のモンゴリアン・ストンパーとも対戦。10月20日にはタッグマッチでSMWヘビー級王者のブラッド・アームストロングからフォール勝ちを収め、同王座の新チャンピオンとなった。
1996年下期からは覆面レスラーのジ・エクスキューショナー（The Executioner）としてWWFに登場。ポール・ベアラーをマネージャーに迎え、マンカインドと怪奇派のタッグチームを結成し、短期間ながらジ・アンダーテイカーと抗争した。オーエン・ハート&ブリティッシュ・ブルドッグが保持していたWWF世界タッグ王座にも、1997年1月にマンカインドとのコンビで連続挑戦している。
1998年にはWARに来日。11月1日の神戸ファッションマート大会において、かつての三冠戦カードである天龍源一郎とのシングルマッチが実現した。しかし、持病の心臓病が悪化して1999年からは事実上の引退状態となっていた。
2001年7月16日、テネシー州チャタヌーガの自宅で心不全により死去。40歳没。
最後の来日は同年2月4日、IWAジャパンの横浜文化体育館大会であり、これが生涯最後の試合出場ともなった。死の直前に、プロレスリング・ノアを発足させた三沢光晴と旧交を温める様子がプロレスマスコミに報じられたが、本人がノアに上がることはなく、一時息子のレイ・ゴディがノアに参戦するにとどまった。
2016年、ファビュラス・フリーバーズのメンバーとして、ヘイズ、ロバーツ、ジミー・ガービンと共にWWE殿堂に迎えられた。

## 追記
- ゴディは非常に強い鎮痛剤を服用していたが、元来の酒豪であり、主にジャックダニエルを愛飲しておりチャンポンしていたという。現在で言うステロイド剤の副作用もあり、精神的にも異常な行動が見えたことからそれが原因で全日本には呼ばれなくなったというのが真相である。IWAジャパンへの参戦時には、控え室で尿を垂れ流していたなどの行動も見られたという[38]。

- 1984年10月にファビュラス・フリーバーズとして全日本に参戦した際、3人は成田空港から品川の東武高輪ホテルに直行して、酒を飲みながら記者会見を行った。ある記者の「好きなお酒は?」という質問に、ゴディは「ジャックダニエルのジンジャーエール割り」と答えたところ、カメラマンの一人がさりげなく笑った。鼻で笑われたと思ったのか、ゴディは「今、笑ったやつはだれだ!?」と激怒して会見場内で暴れまくり、報道陣に机を投げつけた。会見終了からしばらくして、ゴディは別の記者に「ここはどこだ」と質問し、その記者が「東京です」と回答したところ、酒に酔っていたゴディは自分が今どこにいるのか理解していなかったようで、とても驚いていたという[36]。

- 1990年7月26日、全日本プロレスの伊勢崎大会終了後に帰京したゴディは、飲酒中に突然倒れ、東京慈恵会医科大学附属病院へ救急搬送された。一時は心肺停止となり、全日本の関係者や担当医師もゴディの死を覚悟していた。翌日には意識を回復したが、この時ジャイアント馬場は「もうゴディのレスラー生命は終わりだろう」と語っていた[36]。スタン・ハンセンから奪取した三冠ヘビー級王座も、10日で返上した。

- 1993年8月、参戦予定だった全日本のサマー・アクション・シリーズIIを欠場した。理由は内臓疾患となっていたが、日本に向かう飛行機の中で心停止し、到着した成田空港から成田市内の病院に搬送されたというのが真相である[36]。医師から「ご家族を呼んでください」と宣告されるが、その後ゴディが突然起き上がって「帰る」などと言い出し、周囲の人間が仰天したというエピソードがある[38]。

## 得意技
大型レスラーだが抜群のセンスと動きのよさも兼ね備えており、技の引き出しが多い。投げ技が比較的少ないのが特徴。
パワーボム
ルー・テーズ直伝、ゴディの代名詞的必殺技。投げっ放しではなく、叩き付けてホールドしたままエビ固めで体重を乗せてピンフォールした。
魚雷ラリアット
いわゆる「串刺しラリアット」で、この技の創始者。逃げ場のないコーナーの相手に向かって、全体重を浴びせかけるようにラリアットをブチ込み、仰け反って反動で前のめりになった相手を掴んでマットにねじ伏せ、フォールに行くという一連の動きがスピードとパワーに満ちあふれていた。相手をコーナーにホイップしたらすかさず追いかけるように突進し、ラリアットをかわされないようにするのが特徴。対角線のコーナーを利用して、ラリアットを打ち込んだ相手をすぐさま対角線に振って魚雷ラリアットを続け、何往復かする連発式も使用した。（後にスーパー・ストロング・マシンも同様のラリアットを「追っかけラリアット」として使用している）。
この他、通常のラリアットも得意としており、ジャイアント馬場、スタン・ハンセンからフォールを奪っている（通常のラリアットも「魚雷ラリアット」と呼ぶこともある）。
DDT
この技でジャンボ鶴田から三冠王座を奪取したこともある秘密兵器。
サソリ固め
ドロップキック
巨体ながらもハンセン、ブロディ同様に隠れた名手。
片足を掴んでの浴びせ倒し
相手の片足を抱え込んで、そのまま体重を浴びせながら押し倒し、フォールする強引な荒技。キックを仕掛けてきた川田利明からこれで勝利を奪った試合では、若林健治アナウンサーは「こんなの技じゃない」と驚きながら実況していた。
STF
晩年にはフィニッシュ・ホールドとして使用していた。これもルー・テーズ直伝。
フィッシャーマンズ・スープレックス
柔軟性もあり、好んでこの技を使用していた。

## 獲得タイトル
全日本プロレス
- 三冠ヘビー級王座：2回[23]
- 世界タッグ王座：7回（w / スタン・ハンセン×2、スティーブ・ウィリアムス×5）[22]
- 世界最強タッグ決定リーグ戦 優勝 : 3回（1988年、1990年、1991年）（w / スタン・ハンセン、スティーブ・ウィリアムスx2）

NWAミッドアメリカ
- NWAミッドアメリカ・タッグ王座：2回（w / マイケル・ヘイズ）[39]

ミッドサウス・レスリング・アソシエーション / ユニバーサル・レスリング・フェデレーション
- ミッドサウス・タッグ王座：2回（w / マイケル・ヘイズ×1、バディ・ロバーツ×1）[40]
- ミッドサウス・ルイジアナ・ヘビー級王座：1回[10]
- UWF世界ヘビー級王座：1回[18]

ジョージア・チャンピオンシップ・レスリング
- NWAジョージア・タッグ王座：1回（w / マイケル・ヘイズ）[41]
- NWAナショナル・タッグ王座：4回（w / マイケル・ヘイズ×3、ジミー・スヌーカ×1）[42]

サウスイースタン・チャンピオンシップ・レスリング
- NWAアラバマ・ヘビー級王座：1回[43]
- NWAサウスイースタン・ヘビー級王座：1回[11]

ワールド・クラス・チャンピオンシップ・レスリング
- NWAアメリカン・ヘビー級王座：1回[44]
- NWAアメリカン・タッグ王座：1回（w / マイケル・ヘイズ）[45]
- NWAテキサス・ブラスナックル王座：1回[13]
- NWA世界6人タッグ王座（WCCW版）：5回（w / マイケル・ヘイズ&バディ・ロバーツ）[46]
- WCWA世界6人タッグ王座：1回（w / バディ・ロバーツ&アイスマン・パーソンズ）[46]

ワールド・チャンピオンシップ・レスリング
- NWA世界タッグ王座（復活版）：1回（w / スティーブ・ウィリアムス）[25]
- WCW世界タッグ王座：1回（w / スティーブ・ウィリアムス）[27]

グローバル・レスリング・フェデレーション
- GWFタッグ王座：1回（w / ジミー・ガービン）[47]

スモーキー・マウンテン・レスリング
- SMWヘビー級王座：1回[31]

ワールド・レスリング・エンターテインメント
- WWE殿堂：2016年度（w / マイケル・ヘイズ、バディ・ロバーツ、ジミー・ガービン）[37]